# Stirling Castle (bateau)
 (août 2024).
Le Stirling Castle est un brick lancé en 1829. Il fait naufrage en 1836 sur un récif de Swain Reefs (en) au nord-ouest de l'Australie lors d'un voyage de Sydney à Singapour.

## Carrière
Le Stirling Castle entre dans le Lloyd's Register en 1830. Ses propriétaires se nomment Fraser, Master et Abrams & co et commercent entre Greenock (le port de Glasgow) et Québec.

## Naufrage
En 1836, le brick est sous le commandement du capitaine James Fraser. Celui-ci est âgé, malade. Le 6 mai 1829 il commandait le Comet (en) lors de son naufrage dans le détroit de Torrès.
Il s'échoue le 25 mai non loin de l'actuelle ville de Rockhampton sur un des Swain Reefs (en), depuis baptisé du nom de l'épouse du capitaine, « Eliza Reef ». Il voyageait alors de Sydney à Singapour. Le naufrage ne fait pas de victime immédiate, et les dix-neuf passagers prennent place à bord d'embarcations de sauvetage. Huit d'entre eux survivent et sont recuillis après trois mois par des colons britanniques, dont Eliza Fraser. Le capitaine meurt dans des circonstances confuses,,,
La Lloyd's List rapporte le 14 mars 1837 que Stirling Castle, commandé par Fraser (feu) a été totalement perdu sur Eliza Reef.
L'île sur laquelle les naufragés ont débarqué a été nommée au XIXe siècle et jusqu'en 2023 « île Fraser ».